# Henricia tumida
Henricia tumida är en sjöstjärneart som beskrevs av Addison Emery Verrill 1914. Henricia tumida ingår i släktet Henricia och familjen krullsjöstjärnor. Inga underarter finns listade i Catalogue of Life.